# Michał Szpak
Michał Szpak (født 26. november 1990) er en polsk sanger, der repræsenterede Polen ved Eurovision Song Contest 2016 med sangen "Color of Your Life", hvor han opnåede en 8. plads. I finalen havnede han på en 25. plads hos juryerne, hvor han fik 7 point; men han havnede på en 3. plads hos seerne, hvor han fik 222 point. I alt fik han 229 point fra juryen og seerne. Han har også deltaget i første sæson af det polske udgave af X Factor, hvor han fik en 2. plads.

## Eksterne envisninger
- Wikimedia Commons har flere filer relateret til Michał Szpak